# 第9機械化歩兵旅団 (韓国陸軍)
第9機械化歩兵旅団（朝鮮語: 제9기계화보병여단、英語： ROKA 9th Mechanized Infantry Brigade）は、大韓民国陸軍の機械化歩兵旅団である。建軍当初からの古参部隊の一つで、第11機動師団隷下部隊として江原特別自治道洪川郡に本部を置いている。
旧名称は第9歩兵連隊で、2000年代に旅団に昇格した。愛称は「闘虎部隊」（투호）。

## 沿革

### 創設
1946年11月、済州島は摹瑟浦の旧日本軍第58軍兵舎にて南朝鮮国防警備隊第9歩兵連隊として創設。初代連隊長は張昌国。当初2個中隊規模にすぎなかったが、慕兵で3個中隊、1個大隊まで規模を増やした。1947年12月1日、釜山に新設の第3旅団（長：李應俊）隷下に第5連隊、第6連隊とともに入る。
1948年4月、済州島で島人の蜂起が起こると、連隊長の金益烈は当初融和策を取り、首謀者の金達三と会談して72時間以内に戦闘を中断することを協議した。しかし米軍政庁と趙炳玉警務部長などの強硬策によって交渉は決裂。金益烈はなおも鎮圧に反対したため、5月に連隊長を解任された。また同時に、第5連隊ともども人員の一斉入れ替えが行われた。なお金連隊長の更迭直前の5月3日、投降ゲリラを米軍と護送中に済州島警察隊（署長：文容彩）との間に内紛が起こり、ゲリラを多数脱走させてしまっている。
後任の朴珍景連隊長は一転して強硬策を取り、鎮圧戦を敢行する。また、まもなくして済州邑に第11連隊が新規編成され、朴珍景が1週間足らずでそちらの連隊長に異動したため、第1大隊長の林富沢が連隊長代理となる。第9連隊主力は摹瑟浦に第1大隊第1中隊（長：李世鎬、副大隊長兼）を残して第11連隊の指揮下に入り、済州邑にて第11連隊と連携して掃討作戦に従事した。当時、第9連隊と第11連隊の統合司令部構想が持ち上がっていたが、前述の大量更迭により参謀人員が不足していたため、林富沢連隊長が第11連隊作戦参謀も兼任していた。
しかし、その中でも南朝鮮労働党の左翼細胞は活動を続け、兵士41人の集団脱営、さらに就寝中の朴珍景大領が軍内部の左派により暗殺されてしまう。のちに、創設幹部の一人だった第1大隊第2中隊長の文相吉中尉が両件に関与していた事が判明した。7月に着任した宋堯讃は連隊内の左翼細胞の排除に乗り出し、10月に麗水・順天事件が起こると、第14連隊の反乱軍を装った欺瞞作戦で、連隊内の左翼細胞80余名を一掃した。11月になると鎮圧作戦はいっそう苛烈化し、老若男女問わず射殺するようになった。済州島の犠牲者の大半は宋堯讃大領の在任中のことである。4・3委員会に申告された犠牲者統計によれば、犠牲となった15歳以下の子供で、宋の在任中に発生した犠牲者は全体の76.5パーセント、61歳以上は全体の76.6パーセントであった。さらにゲリラの根拠地を無くすために中山間部の村は焼かれて焦土化した。4・3事件で家屋39,285棟が焼失したが、多くはこの時放火されたものだった。この強硬鎮圧作戦で、生活の場を失った中山間部の住民約2万名を山に追いやる結果となった。

### 朝鮮戦争
1949年2月、首都ソウルに移動し新設の首都旅団（長：李俊植大領、6月20日に第7歩兵師団に改称）に編入され、1950年6月25日の朝鮮戦争開戦を迎える。抱川正面の第9連隊は、尹春根連隊長の処置により全将兵が営内待機していた。これに対する北朝鮮軍第3師団第7連隊（長：金昌奉）は、他の部隊より20分早い3時40分より攻勢準備射撃を開始し、第109戦車連隊の戦車40両を先頭にした主攻を梁文里から抱川に到る国道43号線に指向する一方、梁文里西方の永平里から抱川北側の加郎山に到る軸線に助攻を指向し、第9連隊主力の後方を遮断しようと試みたが、この方面に配置されていた前哨中隊の抵抗によってこれは失敗した。しかし歩戦協同攻撃により韓国軍は圧倒され、9時には主抵抗線まで後退していた。第9連隊は頑強に抵抗したが、予備陣地まで敵に蹂躙され、師団本部との連絡も途絶したことから、尹春根連隊長は独断で17時ごろより光陵への後退を実施した。この際、第3大隊（長：李哲源少領）には命令が伝わらず、陣地を固守していたために後退の時期を逸し、大損害を受けた。翌日に離脱出来た第3大隊の残存人員は100名程度であった。
ソウル陥落後に混成第7師団に再編入され、隷下部隊は1個混成大隊（長：柳桓博少領）へと再編、漢江で人民軍を阻止した（漢江の戦い）。漢江防御線が崩壊すると、一部残存兵力は第3連隊残部とともに閔耭植大領に束ねられて閔支隊を編成し、湖南地方の遅滞や釜山橋頭堡の戦いに参加したのち、第5連隊の再建人員に充てられた。
7月4日に兪海濬中領の歩兵学校混成連隊を迎えて大邱で立て直され、9月25日に新設の第11機動師団の隷下に入った。11月より慶尚南道の晋州市に移駐し、翌年にかけて智異山地域で人民軍敗残兵の掃討作戦を展開。
しかし、隷下第3大隊が1951年2月7日に山清郡、咸陽郡の住民705名、続いて2月9日に居昌郡の住民719名を虐殺する居昌事件を引き起こした。連隊長の呉益慶中領に無期懲役、第3大隊長の韓東錫少領に懲役10年の有罪判決がそれぞれ下されたが、李承晩大統領によりただちに恩赦が下された。
1953年6月より8週間の訓練を受け、金城の戦いに投入。7月10日より14日まで轎岩山戦闘、15日より赤根山戦闘に参加、米第3師団の火力支援を受けつつ北部の杜木洞を確保、国境線が確定し休戦を迎えた。

### 戦後
休戦後も第11師団の隷下にとどまり、現在に至る。1960年代の蔚珍・三陟武裝共匪浸透事件では鎮圧戦に出動。
2004年12月、他の隷下部隊とともに機械化歩兵旅団に昇格。

## 隷下部隊
旅団本部と本部中隊
- 第56戦車大隊「白虎」（백호）
- 第127機械化歩兵大隊「突撃」（돌격）
- 第128機械化歩兵大隊「闘虎」（투호）
- 第9旅団軍需支援大隊

## 歴代連隊長・旅団長
旅団昇格後も部隊長は大領である。
- 1.張昌国：1946.11～1947.5
- 2.李致業：1947.6.1～1947.12.1[13]
- 3.金益烈：1947.12.1～1948.5.6（1947.9～副連隊長）
- 4.朴珍景：1948.5.6～5.15
- (代)林富沢：1948.6.16
- 5.林富沢：1948.6.16～7.15
- 6.宋堯讃：1948.7.22～1949.5.25
- 7.張都暎：1949.5.25～
- 8.尹春根：1949.11.13～1950.7.4
- 9.兪海濬：1950.7.7～1950.8
- 11.金熈濬：～1951.1.22[14]
- 12.呉益慶：1951.1.23～1951.6
- 13.金安一（朝鮮語版）：
- 14.金永夏（1953年7月時点）
- 朴賛珠（朝鮮語版）：2004～2005
- パク・シンウォン：2005？～？
- 姜信哲（朝鮮語版）：2012～2014.5
- オ・ウォンチュン（現）